# Grand Prix na Żużlu 2012
Grand Prix IMŚ 2012 (SGP) – osiemnasty sezon walki najlepszych żużlowców świata o medale w formule Grand Prix. W sezonie 2012 o tytuł walczyć będzie 16 zawodników, w tym 1 zawodnik z „dziką kartą”.

## Uczestnicy Grand Prix
Zawodnicy z numerami 1-15 w sezonie 2011 wystartują we wszystkich turniejach (ośmiu z Grand Prix 2011, trzech z eliminacji do GP 2012 oraz czterech nominowanych przez Komisję Grand Prix; ang. SGP Commission). Dodatkowo na każdą rundę Komisja Grand Prix przyznaje „dziką kartę” oraz dwóch zawodników zapasowych (rezerwy toru). Zawodnicy z czołowych miejsc z eliminacji do GP 2012 (nie premiowanych awansem) zostaną przez Komisję Grand Prix wpisani na listę kwalifikowanej rezerwy (zawodnicy kwalifikowanej rezerwy), który w wyniku np. kontuzji zastąpią stałego uczestnika cyklu w danej rundzie.

### Stali uczestnicy
- (1)  Greg Hancock – mistrz świata 2011
- (2)  Andreas Jonsson – wicemistrz świata 2011
- (3)  Jarosław Hampel – II wicemistrz świata 2011
- (4)  Jason Crump – 4. miejsce w Grand Prix 2011
- (5)  Tomasz Gollob – 5. miejsce w Grand Prix 2011
- (6)  Emil Sajfutdinow – 6. miejsce w Grand Prix 2011
- (7)  Kenneth Bjerre – 7. miejsce w Grand Prix 2011
- (8)  Chris Holder – 8. miejsce w Grand Prix 2011
- (9)  Fredrik Lindgren – stała dzika karta
- (10)  Nicki Pedersen – stała dzika karta
- (11)  Chris Harris – stała dzika karta
- (12)  Antonio Lindbäck – 1. miejsce w GP Challenge 2011
- (13)  Bjarne Pedersen – 2. miejsce w GP Challenge 2011
- (14)  Piotr Protasiewicz – 3. miejsce w GP Challenge 2011
- (14)  Peter Ljung – 6. miejsce w GP Challenge 2011
- (15)  Darcy Ward – stała dzika karta
- (15)  Hans Andersen – stała dzika karta
- (16) – dzika karta
- (17) – rezerwa toru
- (18) – rezerwa toru

### Stali rezerwowi
- (19)  Martin Vaculík – 4. miejsce w GP Challenge 2011
- (20)  Krzysztof Kasprzak – 5. miejsce w GP Challenge 2011
- (21)  Leon Madsen – 7. miejsce w GP Challenge 2011
- (22)  Sebastian Ułamek – 8. miejsce w GP Challenge 2011
- (23)  Krzysztof Buczkowski – 9. miejsce w GP Challenge 2011
- (24)  Joonas Kylmäkorpi – 10. miejsce w GP Challenge 2011

## Kalendarz 2012
| Lp. | Data           | Grand Prix        | Stadion              | Miasto       | Zwycięzca             |        |
| --- | -------------- | ----------------- | -------------------- | ------------ | --------------------- | ------ |
| 1   | 31 marca       | Nowej Zelandii    | Western Springs      | Auckland     | Greg Hancock          | Wyniki |
| 2   | 28 kwietnia    | Europy            | im. Alfreda Smoczyka | Leszno       | Chris Holder          | Wyniki |
| 3   | 12 maja        | Czech             | Stadion Markéta      | Praga        | Nicki Pedersen        | Wyniki |
| 4   | 26 maja        | Szwecji           | Ullevi               | Göteborg     | Fredrik Lindgren      | Wyniki |
| 5   | 9 czerwca      | Danii             | Parken               | Kopenhaga    | Jason Crump           | Wyniki |
| 6   | 23 czerwca     | Polski I          | im. Edwarda Jancarza | Gorzów Wlkp. | Martin Vaculík        | Wyniki |
| 7   | 28 lipca       | Chorwacji         | Stadion Millenium    | Gorican      | Nicki Pedersen        | Wyniki |
| 8   | 11 sierpnia    | Włoch             | Terenzano Stadium    | Terenzano    | Antonio Lindbaeck     | Wyniki |
| 9   | 25 sierpnia    | Wielkiej Brytanii | Millennium Stadium   | Cardiff      | Chris Holder          | Wyniki |
| 10  | 8 września     | Skandynawii       | Målilla Motorstadion | Malilla      | Tomasz Gollob         | Wyniki |
| 11  | 22 września    | Nordyckie         | Vojens Stadium       | Vojens       | Michael Jepsen Jensen | Wyniki |
| 12  | 6 października | Polski II         | Motoarena Toruń      | Toruń        | Antonio Lindbaeck     | Wyniki |

## Wyniki i klasyfikacje

### Grand Prix
| Zawodnik zakwalifikowany do przyszłorocznego GP |
| Stali uczestnicy                                |
| Dzika karta, stali rezerwowi, rezerwa toru      |

| Lp.                         | Zawodnik                     | Suma | NZL | EUR | CZE | SWE | DNK | PL1 | HRV | ITA | GBR | SCA | NOR | PL2 |
|                             | (8) Chris Holder             | 160  | 4   | 19  | 12  | 17  | 9   | 17  | 6   | 10  | 23  | 17  | 11  | 15  |
|                             | (10) Nicki Pedersen          | 152  | 13  | 10  | 19  | 14  | 9   | 7   | 19  | 10  | 11  | 11  | 20  | 9   |
|                             | (1) Greg Hancock             | 148  | 22  | 9   | 12  | 15  | 17  | 12  | 10  | 14  | 7   | 8   | 9   | 13  |
| 4                           | (5) Tomasz Gollob            | 142  | 15  | 16  | 12  | 6   | 3   | 12  | 13  | 6   | 10  | 21  | 7   | 21  |
| 5                           | (6) Emil Sayfutdinov         | 133  | 8   | 7   | 10  | 12  | 11  | 10  | 7   | 19  | 12  | 11  | 15  | 11  |
| 6                           | (4) Jason Crump              | 126  | 12  | 12  | 20  | 11  | 18  | 5   | 9   | 10  | 6   | 8   | 10  | 5   |
| 7                           | (12) Antonio Lindbäck        | 122  | 13  | 4   | 9   | 5   | 3   | 6   | 6   | 16  | 12  | 18  | 11  | 19  |
| 8                           | (9) Fredrik Lindgren         | 119  | 8   | 8   | 6   | 15  | 15  | 11  | 9   | 5   | 12  | 11  | 11  | 8   |
| 9                           | (2) Andreas Jonsson          | 88   | 4   | 13  | 3   | 10  | 8   | 9   | 15  | 8   | 6   | 1   | 7   | 4   |
| 10                          | (15) Hans N. Andersen        | 69   | 6   | 5   | 6   | 3   | 4   | 7   | 8   | 4   | 10  | 5   | 6   | 5   |
| 11                          | (19) Martin Vaculík          | 67   | –   | –   | –   | –   | –   | 20  | 8   | 14  | 7   | 6   | –   | 12  |
| 12                          | (11) Chris Harris            | 65   | 5   | 3   | 6   | 3   | 10  | 1   | 10  | 8   | 6   | 5   | 2   | 6   |
| 13                          | (13) Bjarne Pedersen         | 59   | 7   | 2   | 6   | 4   | 10  | 4   | 5   | 3   | 2   | 6   | 7   | 3   |
| 14                          | (3) Jarosław Hampel          | 58   | 18  | 15  | 6   | 7   | 0   | –   | –   | –   | –   | 6   | 3   | 3   |
| 15                          | (14) Peter Ljung             | 57   | 4   | 6   | 5   | 6   | 8   | 7   | 0   | 8   | 0   | 5   | 6   | 2   |
| 16                          | (7) Kenneth Bjerre           | 41   | 4   | 8   | 3   | 5   | 5   | 3   | 7   | 6   | –   | –   | –   | –   |
| 17                          | (16) Michael Jepsen Jensen   | 22   | –   | –   | –   | –   | 7   | –   | –   | –   | –   | –   | 15  | –   |
| 18                          | (20) Krzysztof Kasprzak      | 17   | –   | –   | –   | –   | –   | –   | –   | –   | 13  | –   | 4   | –   |
| 19                          | (16) Tomas H. Jonasson       | 16   | –   | –   | –   | 11  | –   | –   | –   | –   | –   | 5   | –   | –   |
| 20                          | (16) Bartosz Zmarzlik        | 13   | –   | –   | –   | –   | –   | 13  | –   | –   | –   | –   | –   | –   |
| 21                          | (16) Jurica Pavlic           | 12   | –   | –   | –   | –   | –   | –   | 12  | –   | –   | –   | –   | –   |
| 22                          | (16) Josef Franc             | 9    | –   | –   | 9   | –   | –   | –   | –   | –   | –   | –   | –   | –   |
| 23                          | (16) Maciej Janowski         | 8    | –   | –   | –   | –   | –   | –   | –   | –   | –   | –   | –   | 8   |
| 24                          | (16) Scott Nicholls          | 7    | –   | –   | –   | –   | –   | –   | –   | –   | 7   | –   | –   | –   |
| 25                          | (16)(18) Przemysław Pawlicki | 7    | –   | 7   | –   | –   | –   | ns  | –   | –   | –   | –   | –   | –   |
| 26                          | (17)(18) Mikkel B. Jensen    | 4    | –   | –   | –   | –   | 4   | –   | –   | –   | –   | –   | ns  | –   |
| 27                          | (16) Nicolas Covatti         | 3    | –   | –   | –   | –   | –   | –   | –   | 3   | –   | –   | –   | –   |
| 28                          | (17) Peter Kildemand         | 2    | –   | –   | –   | –   | 2   | –   | –   | –   | –   | –   | –   | –   |
| 29                          | (16) Jason Bunyan            | 1    | 1   | –   | –   | –   | –   | –   | –   | –   | –   | –   | –   | –   |
| 30                          | (17) Václav Milík            | 0    | –   | –   | 0   | –   | –   | –   | –   | –   | –   | –   | –   | –   |
| 31                          | (17) Dino Kovacic            | 0    | –   | –   | –   | –   | –   | –   | 0   | –   | –   | –   | –   | –   |
| 32                          | (17) Kim Nilsson             | 0    | –   | –   | –   | –   | –   | –   | –   | –   | –   | 0   | –   | –   |
| 33                          | (17)(18) Linus Sundström     | 0    | –   | –   | –   | ns  | –   | –   | –   | –   | –   | 0   | –   | –   |
| Zawodnicy niesklasyfikowani |                              |      |     |     |     |     |     |     |     |     |     |     |     |     |
|                             | (17) Grant Tregoning         | —    | ns  | –   | –   | –   | –   | –   | –   | –   | –   | –   | –   | –   |
|                             | (18) Sean Mason              | —    | ns  | –   | –   | –   | –   | –   | –   | –   | –   | –   | –   | –   |
|                             | (17) Tobiasz Musielak        | —    | –   | ns  | –   | –   | –   | –   | –   | –   | –   | –   | –   | –   |
|                             | (18) Piotr Pawlicki          | —    | –   | ns  | –   | –   | –   | ns  | –   | –   | –   | –   | –   | –   |
|                             | (18) Matěj Kůs               | —    | –   | –   | ns  | –   | –   | –   | –   | –   | –   | –   | –   | –   |
|                             | (18) Simon Gustafsson        | —    | –   | –   | –   | ns  | –   | –   | –   | –   | –   | –   | –   | –   |
|                             | (18) Samo Kukovica           | —    | –   | –   | –   | –   | –   | –   | ns  | –   | –   | –   | –   | –   |
|                             | (17) Michele Paco Castagna   | —    | –   | –   | –   | –   | –   | –   | –   | ns  | –   | –   | –   | –   |
|                             | (18) Nicolas Vicentin        | —    | –   | –   | –   | –   | –   | –   | –   | ns  | –   | –   | –   | –   |
|                             | (17) Ben Barker              | —    | –   | –   | –   | –   | –   | –   | –   | –   | ns  | –   | –   | –   |
|                             | (18) Josh Auty               | —    | –   | –   | –   | –   | –   | –   | –   | –   | ns  | –   | –   | –   |
|                             | (18) Nicklas Porsing         | —    | –   | –   | –   | –   | –   | –   | –   | –   | –   | –   | ns  | –   |
|                             | (17) Emil Pulczyński         | —    | –   | –   | –   | –   | –   | –   | –   | –   | –   | –   | –   | ns  |
|                             | (18) Kamil Pulczyński        | —    | –   | –   | –   | –   | –   | –   | –   | –   | –   | –   | –   | ns  |
| Rezerwa kwalifikowana       |                              |      |     |     |     |     |     |     |     |     |     |     |     |     |
|                             | (21) Leon Madsen             | —    | –   | –   | –   | –   | –   | –   | –   | –   | –   | –   | –   | –   |
|                             | (22) Sebastian Ułamek        | —    | –   | –   | –   | –   | –   | –   | –   | –   | –   | –   | –   | –   |
|                             | (23) Krzysztof Buczkowski    | —    | –   | –   | –   | –   | –   | –   | –   | –   | –   | –   | –   | –   |
|                             | (24) Joonas Kylmäkorpi       | —    | –   | –   | –   | –   | –   | –   | –   | –   | –   | –   | –   | –   |
| Lp.                         | Zawodnik                     | Suma | NZL | EUR | CZE | SWE | DNK | PL1 | HRV | ITA | GBR | SCA | NOR | PL2 |